# Julio Hernán Rossi
Julio Hernán Rossi (Buenos Aires, Argentina, 22 de febrero de 1977) es un exfutbolista argentino. Jugaba de delantero y su último equipo fue el Neuchâtel Xamax FC de Suiza.

## Carrera
Julio Hernán Rossi comenzó su carrera profesional en River Plate en 1995. Luego de estar 3 años en el club argentino el FC Lugano lo contrato pero tan solo 2 años después, firmó contrato con el club suizo Fútbol Club Basilea. En 2005 se fue a Francia para jugar en el FC de Nantes. Desde 2007 hasta 2010 jugó para el Neuchâtel Xamax FC de Suiza.

## Clubes
| Club                | País      | Año       |
| ------------------- | --------- | --------- |
| River Plate         | Argentina | 1995-1998 |
| Avispa Fukuoka      | Japón     | 1997-1998 |
| FC Lugano           | Suiza     | 1998-2002 |
| Fútbol Club Basilea | Suiza     | 2002-2005 |
| FC Nantes           | Francia   | 2005-2007 |
| Neuchâtel Xamax     | Suiza     | 2007-2010 |